# Claus Gebauer
Claus Gebauer (15 settembre 1960) è un ex calciatore tedesco, di ruolo difensore.

## Carriera
Nel periodo in cui vestì i colori del Duisburg scese 7 volte in campo in Bundesliga. Il 3 aprile 1982 giocò la sua ultima partita contro lo Stoccarda (4-1), Kuno Klötzer lo schierò titolare.